# Tanhuato de Guerrero
Tanhuato de Guerrero es una población mexicana del estado de Michoacán de Ocampo, cabecera del municipio de Tanhuato.

## Toponimia
El nombre «Tanhuato» tiene origen chichimeca y se interpreta como ‘cerca del cerro’. El complemento «de Guerrero» recuerda a Vicente Guerrero, héroe nacional y Benemérito de la Patria.

## Historia
En la época prehispánica, Tanhuato fue un pequeño poblado perteneciente al Imperio purépecha. En 1530 fue sometido, como todos los pueblos de esa región al dominio español, por las fuerzas al mando de Nuño de Guzmán. Durante la colonia estuvo sujeto a los latifundios de las inmediaciones. 
Hacia el año 1734 el obispo de Michoacán en visita por Tlazazalca, se dio cuenta de que había un crecimiento económico y poblacional en algunas comunidades que estaban muy alejadas de esta cabecera del distrito, lo que motivó al obispo a designar un vicario que atendiera a la población con los servicios religiosos necesarios en Tanhuato. Cuando en 1743 se levantó «el padrón del vecindario por orden del Virrey» el censo mostró que el pueblo se componía de 112 familias de indígenas y una de españoles. En 1754 llegó a formar parte del curato de La Piedad, al igual que Yurécuaro. En 1769 lo formaban 16 familias de españoles y mestizos y 110 de naturales, situación que siguió en los siguientes años hasta desaparecer casi en definitiva la comunidad indígena.
Por Ley Territorial del 10 de diciembre de 1831, ya pasada la guerra de independencia, se constituyó en municipio, formando parte del Partido de La Piedad, siendo la localidad su cabecera, y se le ratificó los antiguos límites que la «concesión virreinal de medidas» le había otorgado en 1778. En 1862 contaba con ayuntamientos y algunos servicios. Más tarde, por ley el 1 de mayo de 1874 descendió su categoría política a «tenencia de Yurécuaro», pero el 24 de abril de 1877 recuperó su calidad de municipio.
A principios del siglo XX, el 20 de abril de 1902, se constituyó en «Villa» y se le otorgó ese rango con el nombre de «Tanhuato de Guerrero» en honor al general Vicente Guerrero. Esta denominación oficial la conserva hasta estos días.

## Geografía
La localidad de Tanhuato de Guerrero se encuentra aproximadamente en la ubicación 20°17′2″N 102°19′40″O / 20.28389, -102.32778, a una altitud de 1539 m s. n. m., a 172 km de la capital del Estado.
El clima es templado, con temperaturas anuales que oscilan entre los 7 °C y los 32 °C.

## Demografía
Según los datos registrados en el censo de 2020 la localidad cuenta con 8707 habitantes, lo que representa un decrecimiento promedio de -0.94 % anual en el período 2010-2020 sobre la base de los 9546 habitantes registrados en el censo anterior. Ocupa una superficie de 3.99 km², lo que determina al año 2020 una densidad de 2182 hab/km².
| Gráfica de evolución demográfica de Tanhuato de Guerrero entre 2000 y 2020 |
|                                                                            |
| Fuente: Instituto Nacional de Estadística Geografía e Informática          |

La población de Tanhuato de Guerrero está mayoritariamente alfabetizada (5.46 % de personas mayores de 15 años analfabetas, según relevamiento del año 2020), con un grado de escolaridad en torno a los 8 años. Solo el 0.91 % se reconoce como indígena. El 96.2% de los habitantes de Tanhuato de Guerrero profesa la religión católica.
En el año 2010 estaba clasificada como una localidad de grado medio de vulnerabilidad social. Según el relevamiento realizado, 3980 personas de 15 años o más no habían completado la educación básica —carencia conocida como rezago educativo—, y 4964 personas no disponían de acceso a la salud.